# Neochera eugenia
Neochera eugenia là một loài bướm đêm trong họ Erebidae.